# Blake (Familie)

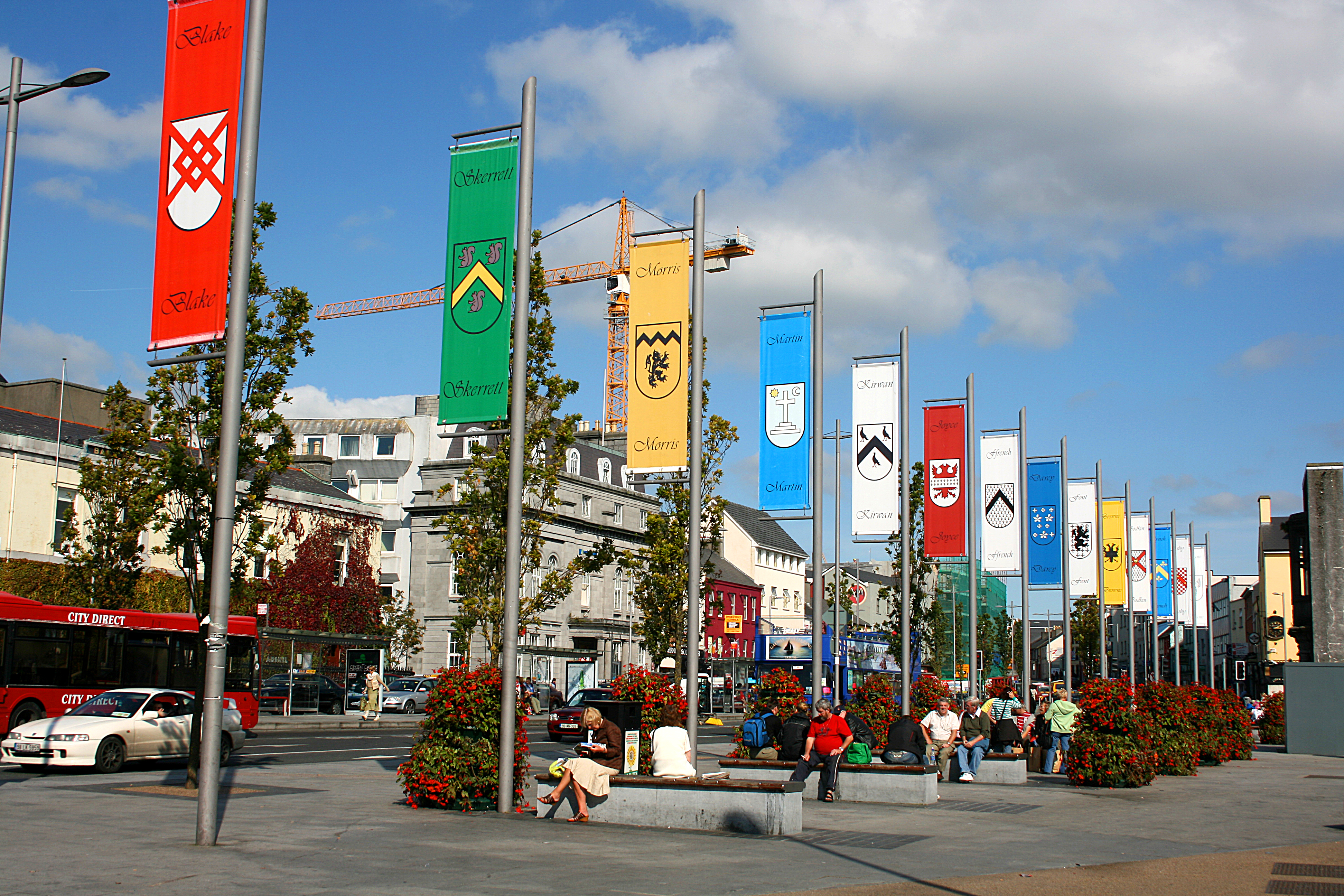
Die Fahnen der Tribes am Eyre Square

Die Blake-Familie (cambro-normannisch „le Blac“) aus Galway ist eine jener 14 anglo- bzw. cambro-normannischen Familien, die die Stämme von Galway (englisch Tribes of Galway) genannt werden und über Jahrhunderte die Stadt und das Umland im irischen County Galway beherrschten und Landhäuser und Castles errichteten, darunter Ardfry, Ballyglunin, Castlegrove, Menlo und Renvyle.
Die Blakes führen ihre Abkunft illegalerweise auf einen Ritter der Tafelrunde zurück. Die Vorfahren der Blakes kamen im Jahre 1170 mit Richard de Clare, 2. Earl of Pembroke (genannt Strongbow) auf die Insel und wurden im 14. Jahrhundert eine der mächtigen Familien in der Stadt Galway. Die meisten dieser Normannen kamen nicht aus England, sondern aus Wales, weshalb sie von Mediävisten als Cambro-Normannen bezeichnet werden. Es existieren keine Aufzeichnungen darüber, wann einzelne Familien nach Galway kamen.
Das erste Mal wird der Name Blake im Jahre 1320 in der Stadtgeschichte erwähnt, und zwar als Partei in einem tödlichen Streit mit der Familie Athy. 1440 kam es wieder zu einem Streit zwischen den Tribes. Als Beteiligte gelten John, der Sohn von Henry Blake, und Mitglieder der Familien Lynch, Ffrench, Deane, Skerett, Athy, Lawless und Martyn.
Richard Caddell (alias le Blake), von dem die Linien der Blakes in Athenry und Galway abstammt, war im Jahre 1303 Sheriff von Connacht. Etwa 20 mal war ein Blake Bürgermeister der Stadt. Ein Mitglied der Familie Ardfry, die von Richard Blake abstammt, war 1647 Vorsitzender der konföderierten Katholiken von Irland in Kilkenny. Martin Blake wird im Jahre 1689 in einer Besitzurkunde Charles II. als Sheriff von Galway erwähnt. Im Jahre 1800 erhielt Joseph Henry Blake (1765–1803) die Adelswürde. Er wurde 1. Lord of Wallscourt. Die Nachfahren der Familie Blake leben immer noch in und um Galway im County Mayo und im County Kildare, wo es drei Landstriche mit dem Namen Blakestown gibt.
Blakes Castle steht an markanter Stelle in Galway.